# Somogydöröcske
Somogydöröcske é um município da Hungria, situado no condado de Somogy. Tem 10,83 km² de área e sua população em 2019 foi estimada em 129 habitantes.